# Adventures of Tron
Adventures of Tron, est un jeu vidéo développé par APh Technological Consulting et publié par M Network sur Atari 2600 en 1982. Tout comme Tron: Deadly Discs et Tron: Maze-A-Tron, il s'agit d'un jeu tiré du film Tron produit par Walt Disney Pictures. Sur la version Sears/Telegames de la console, il a été publié hors licence Tron sous le titre Adventures on GX-12.

## Développement
Le jeu a été développé par Hal Finney et Glenn Hightower chez APh Technological Consulting. Il devait initialement être un simple portage de Tron: Maze-A-Tron, mais le résultat fut tellement différent du jeu d'origine que Mattel décida d'en changer le titre.
APh avait pris l'initiative de développer également une version Intellivision de ce nouveau jeu, mais Mattel choisit finalement de ne pas la publier devant l'échec relatif de Tron dans les salles,. Un prototype de cette version réapparait au début des années 2000, et fait l'objet d'une édition homebrew par Intelligentvision en 2011.

## Système de jeu
Le terrain de jeu est divisé en 4 étages, reliés par 2 ascenseurs sur chaque côté de l'écran. Au centre de l'écran, un « faisceau E/S » permet de descendre d'un étage à l'autre. Le joueur incarne Tron, qui doit se déplacer et sauter pour attraper les « bits » qui apparaissent sur les différents niveaux. Il doit également éviter les bugs, les reconnaisseurs et les tanks. Lors que les 7 bits ont été capturés, le faisceau central change de couleur et permet de passer au tableau suivant.

## Réception
Le jeu est généralement apprécié pour ses graphismes soignés,, mais on lui reproche son système de jeu répétitif, et sa difficulté mal dosée.